# AC Ace
La AC Ace è un'autovettura gran turismo roadster prodotta tra il 1953 e il 1963 dalla casa automobilistica britannica AC Cars.

## Profilo e contesto
La Ace era costruita attorno ad un telaio tubolare dotato di sospensioni indipendenti con una carrozzeria in alluminio. La vettura debuttò sotto forma di prototipo al Motor Show di Londra nel 1953.
Le prime versioni utilizzavano un motore AC da due litri monoalbero a camme in testa con sei cilindri in linea da 100 CV (75 kW), che in base ad un test del 1954 su strada effettuato dalla rivista Motor, registro una velocità massima di 103 mph (166 km/h) e un'accelerazione nello 0–60 mph (0–100 km/h) in 11,4 secondi con un consumo di carburante di 25,2 miglia per gallone (11,2 l/100 km).

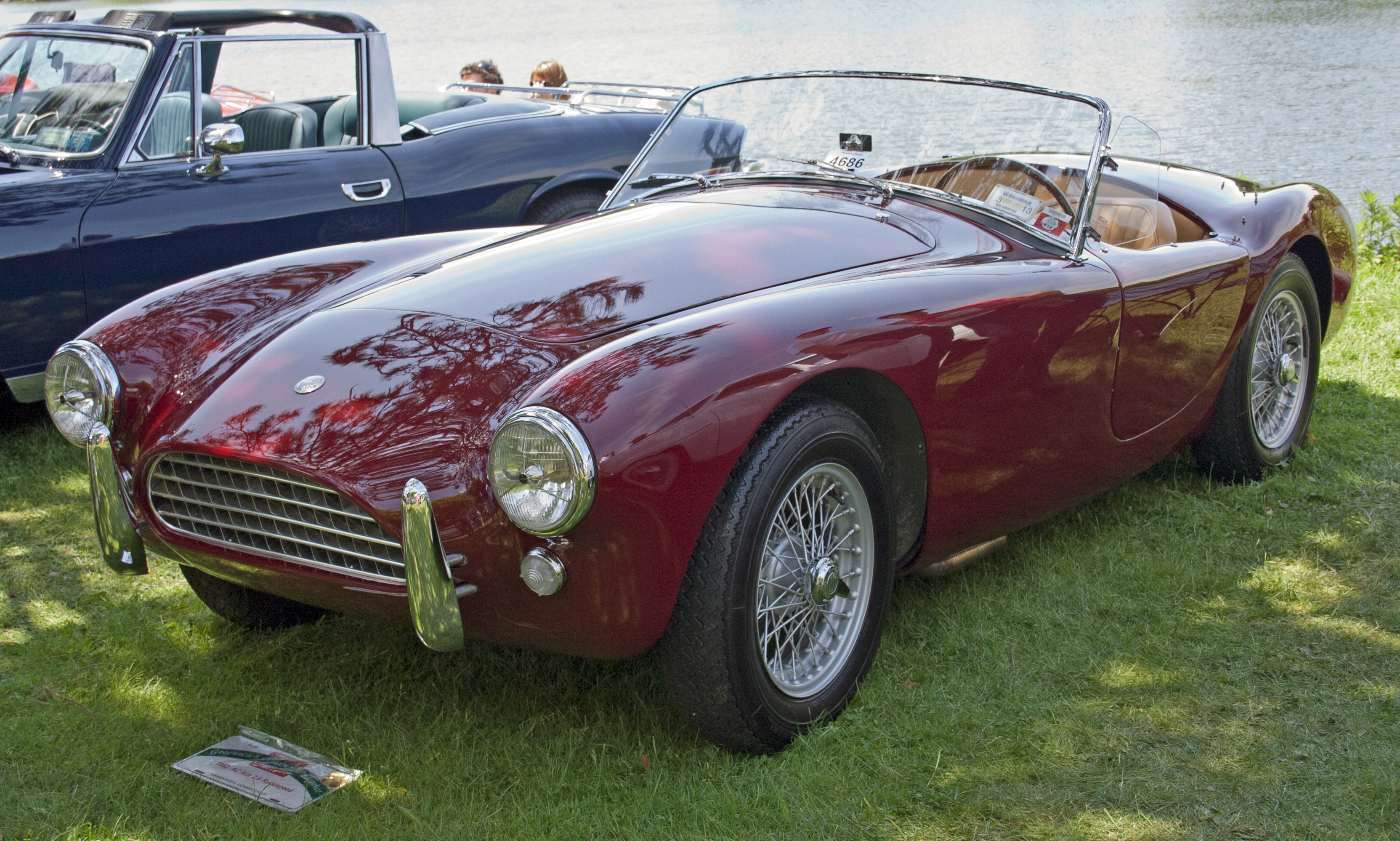
AC Ace 2.6 del 1962

Dal 1956 vennere reso disponibile in opzione un motore a sei cilindri in linea da due litri e 120 CV (89 kW) della Bristol, con 3 carburatori e cambio a quattro velocità. Con questo propulsore la velocità massima è di a 116 mph (187 km/h) con lo 0–60 mph (0–100 km/h) coperto in circa nove secondi. Il cambio con overdrive era disponibile dal 1956 e i freni a disco anteriori furono introdotti dal 1957 inizialmente come optional, venendo in seguito forniti di serie.
Nel 1961 arrivò una nuova motorizzazione "Ruddspeed" a sei cilindri in linea da 2,6 litri (2553 cm³), adattata e modificata da Ken Rudd e derivata dalla Ford Zephyr. Utilizzava tre carburatori Weber o SU. Questa motorizzazione ha ulteriormente migliorato le prestazioni della vettura, con alcune versioni che raggiungevano i 170 CV (127 kW), facendo si che la vettura toccasse una velocità massima di 130 mph (209 km/h) e coprisse lo 0–60 mph (0–100 km/h) in 8,1 secondi. Questi modelli con motore Ford avevano una griglia frontale più piccola rispetto alle altre motorizzazioni.

## Attività sportiva
La Ace corse a Le Mans nel 1957 e nel 1958. Nella 24 Ore di Le Mans del 1959, Ted Whiteaway e John Turner guidarono la loro AC Ace Bristol targa 650BPK, ottenendo la vittoria di classe GT da 2000 cc e il settimo posto assoluto.